# 潘清簡

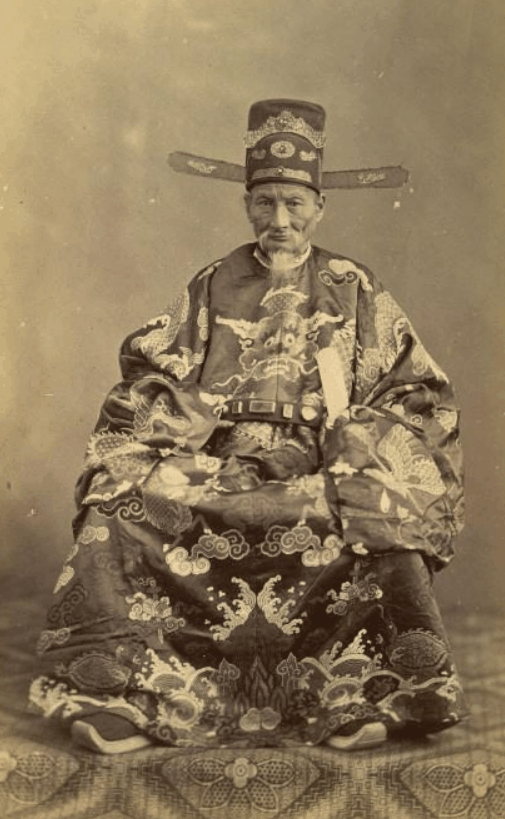
1863年の潘清簡

潘清簡（ベトナム語：Phan Thanh Giảnファン・タンジャン〔はん せいかん〕; 1796年11月11日 - 1867年8月4日）は、ベトナム阮朝の政治家・学者。
字は靖伯または淡如、号は梁渓または梅川。ベトナム史の史料である『欽定越史通鑑綱目』を編纂したほか、フランスへ使節として派遣されフランス政府との外交交渉を行った。

## 生涯

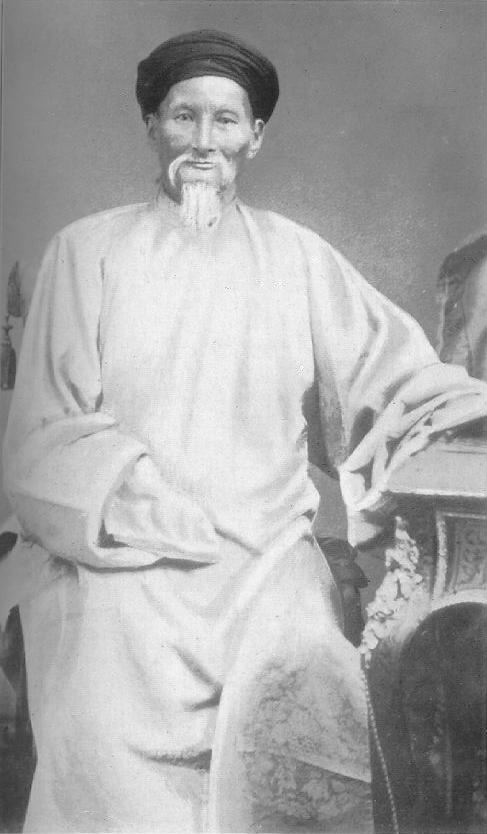
晩年の潘清簡

潘清簡は、1796年（景盛4年）11月11日、ベンチェ省の農村に生まれた。父系は「明郷人」と呼ばれる明清交替期に華南や華中から越南へ逃げてきた人々であり、母系は越南系である。祖父の潘清熠は中国福建省漳州府海澄県からの移民であり、明朝が滅亡し清朝が福建省を支配するようになと、異民族の支配を嫌いビンディン省に移住、その地でベトナム人女性を娶り生まれたのが潘清簡の父の潘文彦であり、また母も中越混血であったとされる。潘清簡はフエの宮廷においては同格の官僚が他に数人しかいない高官であったが、激しい浮沈を経験した。これは宮廷内に表立っては見えない民族的抗争が存在したことを示す間接的証拠である。嗣徳帝の母、慈裕太后の庇護がなければ、潘清簡のキャリアは長く続かなかったはずである。
明命七年（1826年）進士及第以後、種々の重要な職を歴任するが、明命十九年（1838年）には太原省の鉱山に左遷されたこともある。
嗣徳帝は潘清簡を重用し、協弁大学士兼兵部尚書枢密大臣に任じた。潘清簡は、1856年（嗣徳9年）に勅命により『欽定越史通鑑綱目』を編纂した。
1858年9月1日頃フランス海軍が沱㶞（ダナン）を砲撃して始まったコーチシナ遠征は、1861年にはフランス海軍がメコンデルタ一帯のコーチシナ（ベトナム南部）東部三郡を支配下にひとまずの区切りになった。潘清簡はこのときにフランス軍司令官ボナールとの間で結んだ和議において、越南全権正使を任された。副使は林維浹である。フランス軍側はコーチシナ東部三郡の割譲と戦争賠償金400万両を要求し、ベトナム側はこの要求を受け容れざるをえなかった。この1862年（嗣徳15年）に結ばれた「第1次サイゴン条約」は民衆にはなはだ不評であって、潘清簡は民衆より罵倒されたばかりか嗣徳帝にも疎んじられた。
嗣徳十六年（1863年）に嗣徳帝は潘清簡を、フランスに派遣する使節団の代表に任命した。遣使の目的は、先の条約で譲った土地を取り戻すことにあった。使節団は通訳として探検家のシェノーの息子、ミシェル・ドゥック（Michel Đức Chaigneau (1803-1894)）を伴った。
使節団は同年の11月にフランスに到着し、潘清簡はテュイルリー宮殿でフランス皇帝ナポレオン3世とその妃ウジェニーと面会した。潘清簡は皇帝とその妃の心に訴えかける作戦に出た。儒者の正装でもって二人に拝謁し、三跪九叩頭の礼を尽くした後に、哀訴した。同情を誘われたウジェニーは涙ぐみ、ナポレオン3世は無防備な取るに足らない小国の領土を奪うことによって得られる威信はないと感じるにいたり、コーチシナ東部三郡の返還を約束した。潘清簡の交渉は用意周到に計算されたものであったようである。
しかしながら、その後、フランス海軍大臣シャスルー＝ロバがこの約束に強硬に反対し、1864年（嗣徳17年）6月にナポレオン3世はその認可を撤回している。
このフランス派遣期間中、潘清簡はフランスにおける産業革命を目の当たりにして、帰国後嗣徳帝にフランスの強大さは言葉で描写できる範囲を超えていると報告した。嗣徳帝はこれに対して、忠義を尽くせば猛虎は通り過ぎ、鰐も泳ぎ去るといった詩をもって返答した。嗣徳帝はさらに、泰然自若としていればすべてがうまく行くというあいまいな保証を与えて潘清簡をコーチシナ東部三郡の総督に任命した。

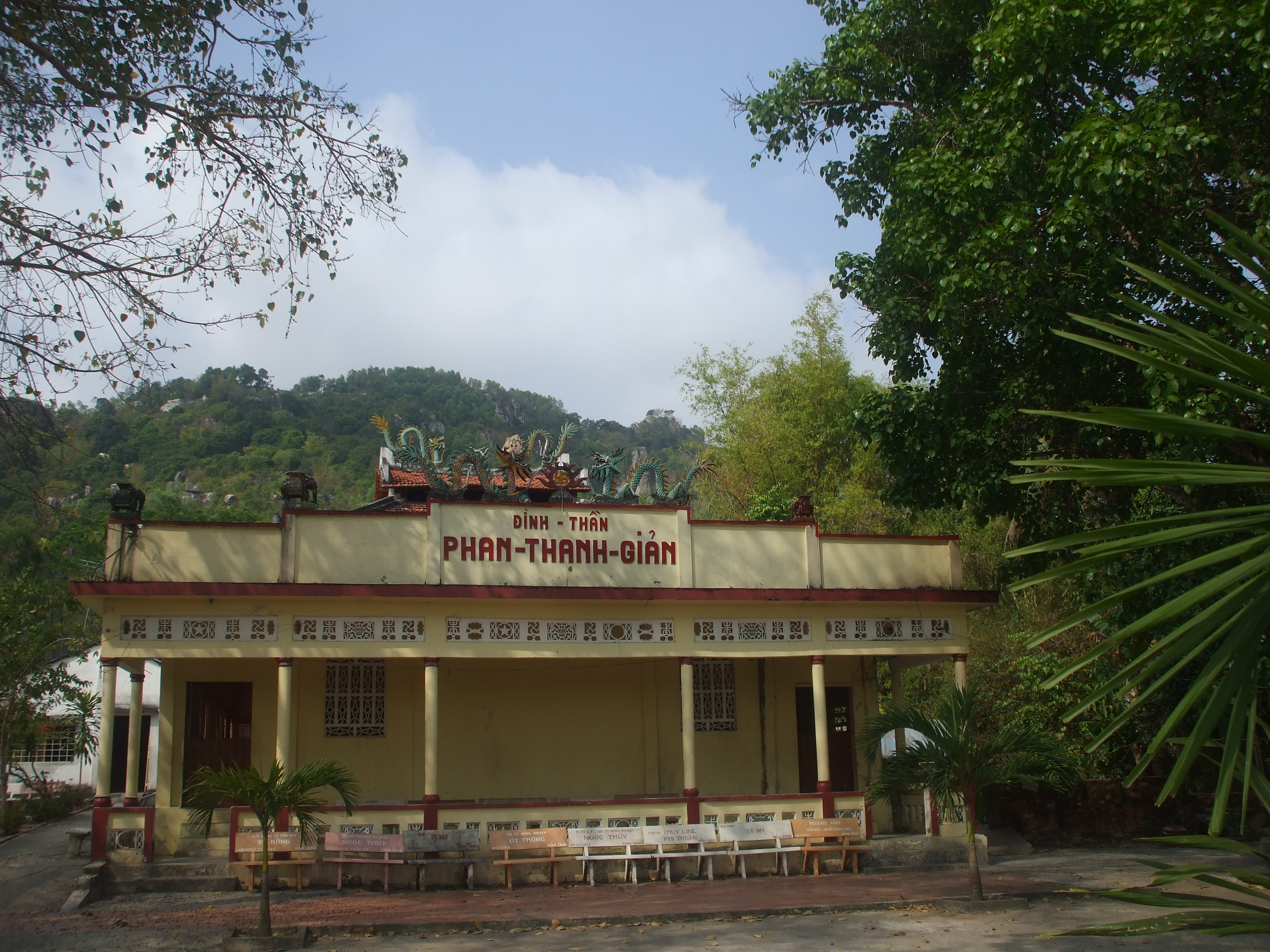
潘清簡の廟黨

1867年（嗣徳20年）に清仏戦争が勃発すると、現実主義者であった潘清簡はフランス軍との全面衝突を回避した。潘清簡は来るはずもない中央からの指令を待つ自分の配下の兵たちに戦闘しないように命じ、自分が治めるコーチシナ東部三郡をフランス軍に明け渡すこととした。潘清簡は「フランスが恐ろしいのは戦時のみである、越南の士大夫、人民はフランスの統治下で生きていけるだろう」と書き、15日間の絶食ののち、死の床に子供らを呼んで、フランスからの栄典授与の打診があっても断るように命じ、また、決して仕官せず一介の農民として生きるよう言い残して、毒を飲んで死んだ。

## 著書
- 『欽定越史通鑑綱目』
- 『梁渓詩草』
- 『臥游集』
- 『如西使程日記』